# Qiongzhoustrædet
Qiongzhoustrædet (Forenklet kinesisk: 琼州海峡, Traditionel kinesisk: 瓊州海峽), kaldes også Hainanstrædet, er farvandet der adskiller Leizhouhalvøen i Guangdong, i det sydlige Kina, fra nordenden af øen Hainan mod syd. Strædet, der er omkring 30 km bredt, forbinder Tonkinbugten mod vest med det Sydkinesiske Hav mod vest.
Der er planlagt en broforbindelse til 20 milliarder yuan ($2.9 milliarder USD) over strædet; Anlægsarbejdet ventes påbegyndt i 2012. Broen ventes at få plads til både biler og jernbaneforbindelse, og får en længde på 26.3 kilometer, og ventes færdigbygget i 2020. 